# Karl Wolf (Leichtathlet)
Johann Friedrich Karl Wolf (* 11. Februar 1912 in Ladenburg; † 1. März 1975 in Tübingen) war ein deutscher Hammerwerfer.

## Werdegang
Karl Wolf wuchs in Ladenburg auf und spielte bis zu seinem 16. Lebensjahr Fußball. Nachdem er in Karlsruhe eine Bäckerlehre antrat, begann er 1928 bei der dortigen Spielvereinigung Germania Karlsruhe mit der Schwerathletik. Er betrieb, wie damals üblich Ringen, Gewichtheben und Rasenkraftsport, das aus Hammerwurf, Steinstoßen und Gewichtwurf besteht. Schon bald zeigte sich, dass er das größte Talent für den Rasenkraftsport und hier für das Hammerwurf hatte. Aus diesem Grund spezialisierte er sich für diese Sportart. Ein Abkommen unter diesen Verbänden ermöglichte den Hammerwerfern des Schwerathletik-Verbandes DASV v. 1891 den Start bei den Leichtathleten. Karl Wolf war sehr lange aktiv, bei deutschen Meisterschaften konnte er sich von 1937 und dann von 1946 bis 1953 platzieren. In dieser Zeit trat er zwölfmal im Nationaltrikot an. 1953 schloss er seine erfolgreiche Laufbahn mit dem Titel eines Deutschen Meisters im Hammerwurf ab.

## Erfolge
- 6. Platz, Olympische Spiele 1952 in Helsinki im Hammerwurf mit 56,59 m;

- 18 × Deutscher Meister in einer der drei Rasenkraftdisziplinen im DASV;
- 8 × Deutscher Mannschaftsmeister im Rasenkraftsport mit der Mannschaft der SpVgg Germania Karlsruhe;
- Deutscher Meister im Hammerwurf 1949 vor Karl Storch und Oskar Lutz, 1951 vor Karl Storch und Erwin Blask und 1953 vor Karl Hagenbucher und Hugo Ziermann;
- deutscher Vizemeister im Hammerwurf 1948 hinter Karl Storch und vor Karl Hein, 1950 hinter Karl Storch und vor Karl Hagenbucher und 1952 hinter Karl Storch und vor Erwin Blask;
- Dritter bei den deutschen Meisterschaften 1937 hinter Karl Hein und Erwin Blask, 1946 hinter Karl Hein und Karl Storch, 1947 hinter Karl Hein und Karl Storch;

- persönliche Bestleistung im Hammerwurf: 58,91 m geworfen am 15. Juni 1952 in Karlsruhe

## Beruflicher Werdegang
Karl Wolf war ein erfolgreicher Karlsruher Bäckermeister. Er war Gründer der Einkaufsgenossenschaft des Bäcker- und Konditorhandwerks Karlsruhe, Obermeister der Karlsruher Bäcker-Innung und Stellvertretender Landesinnungsmeister des Bäckerhandwerks.

## Auszeichnungen
- Silbernes Lorbeerblatt des Bundespräsidenten der Bundesrepublik Deutschland
- Rudolf-Harbig-Gedächtnispreis 1951